# William Cummings
William J. Cummings (né le 10 juin 1858 et mort le 13 juillet 1919) était un athlète professionnel d'origine écossaise, détenteur du record du monde du mile à la fin du XIXe siècle. Il est également connu pour avoir plusieurs fois couru contre Walter George, l'un des meilleurs coureurs amateurs qui devient lui aussi professionnel pour l'affronter.